# كميرا (مسلسل كوري جنوبي)
كميرا (بالكورية: 키마이라)؛ هو مسلسل تلفزيوني كوري جنوبي، بطولة بارك هاي-سو، لي هي-جون، كيم سوو هيون، يحكي المسلسل قصة ثلاث شخصيات بارزة يحثوا في أسرار الثلاثين عامًا الماضية للعثور على الجاني المسمى «كميرا»، تم بثه على أو سي إن من 30 أكتوبر إلى 19 ديسمبر من عام 2021، وبث كل يومي السبت والأحد الساعة 22:30 (KST).

## القصة
وقع انفجار في الماضي، أدى هذا الانفجار إلى قضية قتل متسلسلة تعرف باسم قضية كيمرا، بعد 35 عامًا، وقع انفجار مماثل.
تشا جاي هوان (بارك هاي سو) محقق متحمس.
يوجين (سو هيون) عندما كانت صغيرة، تم تبنيها من قبل والديها في الولايات المتحدة، عملت ذات مرة في مكتب التحقيقات الفيدرالي وهي تعمل الآن محلل جنائي.
لي جونج أيوب (لي هي جون) عندما كان صغيرًا، تم تبنيه من قبل الوالدين في إنجلترا، أصبح جراحًا وعاد إلى كوريا الجنوبية، لكنه تورط في قضية غامضة.

## بطولة

### طاقم رئيسي[6][7]
- بارك هاي سوو بدور تشا جاي هوان، 35 عامًا، محقق مثالي في جرائم القتل.
- لي هي جون في دور لي جونج أيوب، جراح.
- سو هيون في دور يوجين، محللة من مكتب التحقيقات الفدرالي.

## المشاهدات
| الموسم | الموسم | رقم الحلقة | رقم الحلقة | رقم الحلقة | رقم الحلقة | رقم الحلقة | رقم الحلقة | رقم الحلقة | رقم الحلقة | رقم الحلقة | رقم الحلقة | رقم الحلقة | رقم الحلقة | رقم الحلقة | رقم الحلقة | رقم الحلقة  | رقم الحلقة | المتوسط |
| الموسم | الموسم | 1          | 2          | 3          | 4          | 5          | 6          | 7          | 8          | 9          | 10         | 11         | 12         | 13         | 14         | 15          | 16         | المتوسط |
| ------ | ------ | ---------- | ---------- | ---------- | ---------- | ---------- | ---------- | ---------- | ---------- | ---------- | ---------- | ---------- | ---------- | ---------- | ---------- | ----------- | ---------- | ------- |
|        | 1      | غ/م        | غ/م        | غ/م        | غ/م        | غ/م        | غ/م        | غ/م        | 319        | غ/م        | 395        | غ/م        | 433        | غ/م        | 427        | ستُعلن لاحقًا | 524        | N/A     |

| رقم    | تاريخ البث     | متوسط حصة الجمهور | متوسط حصة الجمهور |
| رقم    | تاريخ البث     | AGB Nielsen       | AGB Nielsen       |
| رقم    | تاريخ البث     | على الصعيد الوطني | سيئول             |
| ------ | -------------- | ----------------- | ----------------- |
| 1      | 30 أكتوبر 2021 | 0.8%              | —                 |
| 2      | 31 أكتوبر 2021 | 1.4%              | 1.741%            |
| 3      | 5 نوفمبر 2021  | 0.9%              | غ/م               |
| 4      | 6 نوفمبر 2021  | 1.1%              | غ/م               |
| 5      | 13 نوفمبر 2021 | 1%                | غ/م               |
| 6      | 14 نوفمبر 2021 | 1.4%              | 1.515%            |
| 7      | 20 نوفمبر 2021 | 0.9%              | غ/م               |
| 8      | 21 نوفمبر 2021 | 1.6%              | غ/م               |
| 9      | 27 نوفمبر 2021 | 1.1%              | غ/م               |
| 10     | 28 نوفمبر 2021 | 2.108             | 2.075             |
| 11     | 4 ديسمبر 2021  | 1.2%              | غ/م               |
| 12     | 5 ديسمبر 2021  | 2.088%            | 1.915%            |
| 13     | 11 ديسمبر 2021 | 1.2%              | غ/م               |
| 14     | 12 ديسمبر 2021 | 2.018%            | 1.935%            |
| 15     | 18 ديسمبر 2021 | 1.744%            | N/A               |
| 16     | 19 ديسمبر 2021 | 2.390%            | 2.423%            |
| المعدل |                |                   |                   |

## الإنتاج

### صناعة
- فريق العمل : شركة جي إس بيكتشرز، وهي شركة شقيقه لشبكة أو سي إن، تابعه لقسم الترفية CJ ENM.[10]

- تكلفة الإنتاج: هي دراما بميزانية إنتاج ضخمة، حيث تبلغ تكلفتها حوالي 13 مليار وون.[11]

### جدال
تم إيقاف تصوير المسلسل، في يوليو 2019، بسبب مزاعم التحرش الجنسي أثناء عملية الإنتاج.

## أصل التسمية
عنوان الدراما مقتبش من الميثولوجيا اليونانية، كميرا هو اسم الوحش الذي له رأس أسد وجسم ماعز وذيل ثعبان، ويتنفس نارًا من فمه، وتستخدم كلمة كمير لتصف هذا المخلوق أو لتدل على الوهم أو السراب أو حلم لا سبيل لتحقيقه.

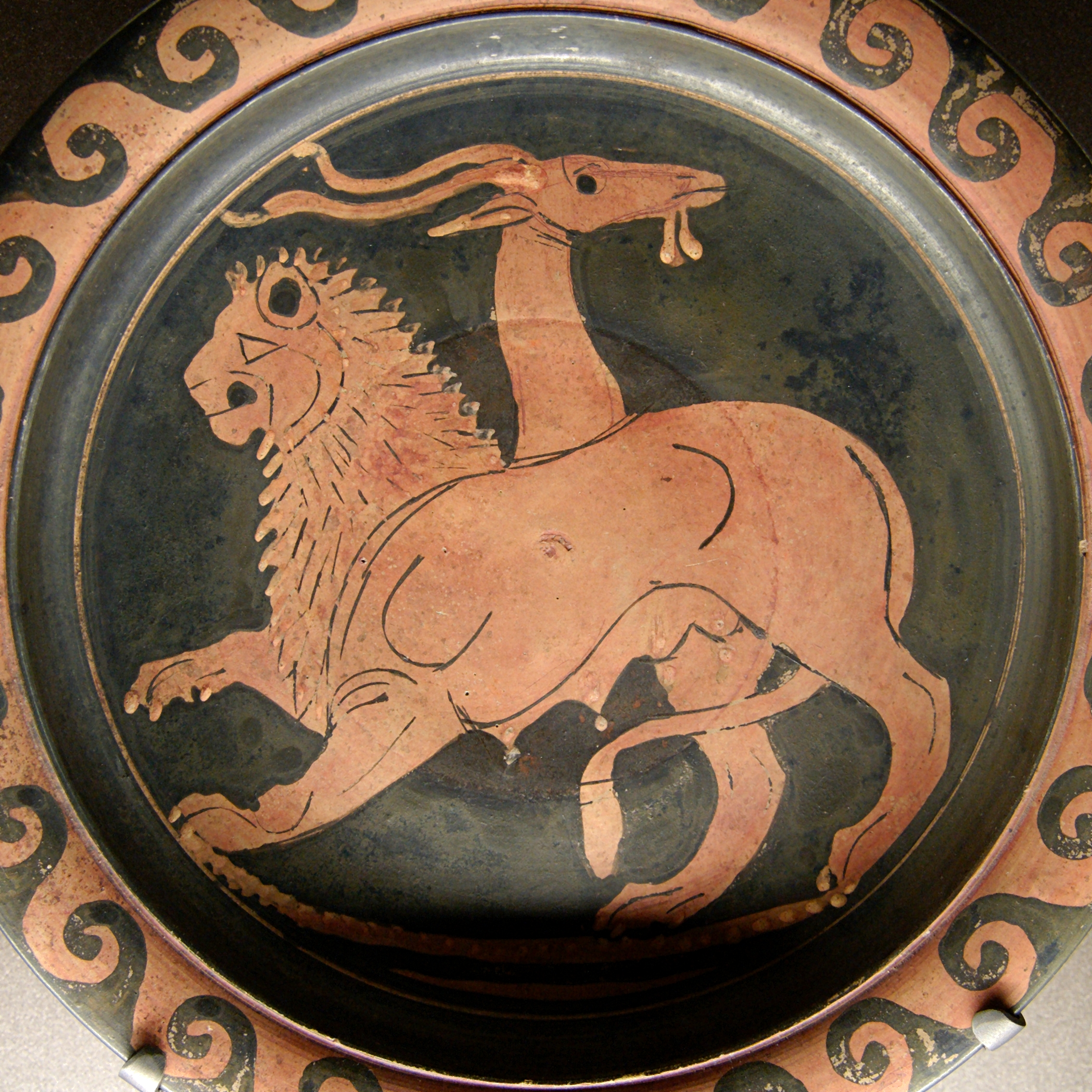
صحن يعود لسنة 350–340 ق.م عليه كمير موجود في متحف اللوفر.

## روابط خارجية
- كميرا
 على الموقع الرسمي (بالكورية).
- كميرا على هانسينما (بالانجيلزية).
- كميرا  في قاعدة بيانات الأفلام على الإنترنت (بالإنجليزية)